# Rue de la Division-Leclerc (Massy)
Pour l’article homonyme, voir Rue de la Division-Leclerc (Wissous).
La rue de la Division-Leclerc est une rue de Massy dans le quartier du Vieux-Massy

## Situation et accès

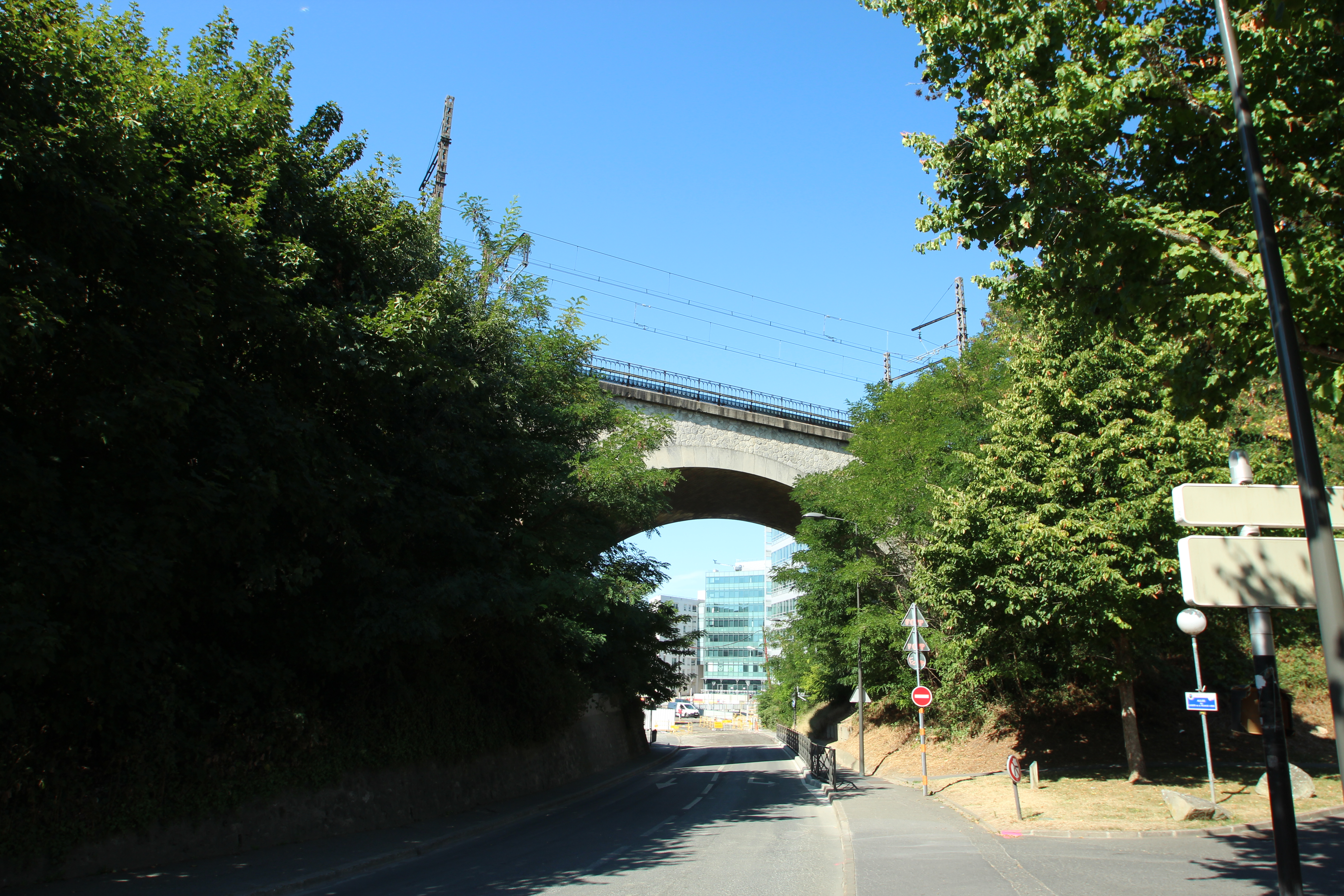
Pont de la rue de la Division-Leclerc à Massy en Essonne, le 3 août 2015,

Cette rue part de l'ouest de la ville, place Nelson-Mandela, traversée par la rue Victor-Basch, et dans le prolongement de l'avenue Carnot. Elle amorce une courbe vers l'est et passe sous la ligne de la grande ceinture de Paris. Une piste cyclable bidirectionnelle a été établie en 2020 sous ce pont, sur ce passage à sens unique. La rue croise l'avenue du Général-de-Gaulle et entre dans le centre historique de la ville (cœur de l'ancien village). Dépassant l'église et le marché du Centre établi au 
rez-de-chaussée d'un immeuble, elle se termine au carrefour de la rue Gabriel-Péri et de la rue du 8-Mai-1945, dans l'axe de la rue Fustel-de-Coulanges.

## Origine du nom
Cette rue tient son nom de la 2e division blindée créée pendant la Seconde Guerre mondiale par le général Leclerc.

## Historique

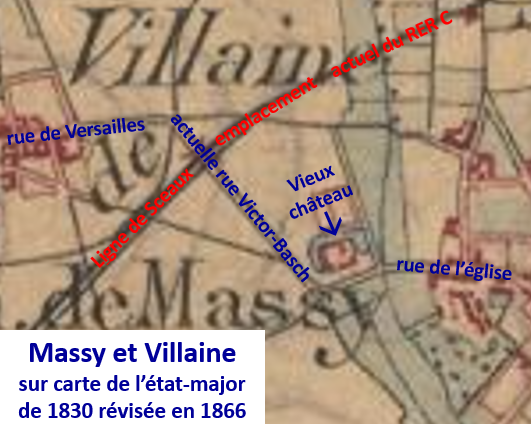
Vieux château de Massy en 1866

La rue de l'église, une des plus anciennes de Massy, fait partie du Vieux Massy.
Le tronçon de l'église à l'actuelle place Nelson Mandela faisait partie de la voie qui reliait le village de Massy au hameau de Villaine en se prolongeant sur le tracé de l'actuelle rue Victor Basch pour rejoindre la rue de Versailles. 
En venant du centre du village, la route longeait la place du Vieux Clocher, un peu grande qu'aujourd'hui, également nommée « place de l'église », « place des écoles » ou « place d'armes » l'ancien cimetière qui était situé à l'emplacement de l'actuel commissariat puis passait devant une courte avenue donnant accès au Vieux château de Massy à l'emplacement du talus de la voie ferrée derrière la Mairie. Ce château a disparu en 1910 emporté par la construction d'un nouveau tracé de la ligne de Grande ceinture remplaçant le parcours de cette ligne en tranchée un peu plus au sud approximativement à l'emplacement  de la rue Victor-Bascɦ.
Près de ce château, le chemin enjambait sur un petit pont le ru des gains, ruisseau affluent de la ̈Bièvre, actuellement presque entièrement souterrain. Ce ruisseau alimentait les fossés du château et un abreuvoir
Le 18 juin 1944, la rue est lourdement touchée par des bombardements alliés qui visent la gare de triage. L'église est détruite, seul en reste le clocher. Le bilan humain s'élève à 65 morts et 200 blessés.
Elle a été renommée rue de la Division-Leclerc après la Seconde guerre mondiale.

## Bâtiments remarquables et lieux de mémoire
- Église Sainte-Marie-Madeleine de Massy, bâtie au XIIIe siècle.
- À l'angle de la rue du 8-Mai-1945, emplacement de l'ancienne propriété Aragon, bâtisse de plan rectangulaire régulier, à sept travées. Elle servit d'hôtel de ville de 1882[4] jusqu'à sa destruction en 1985[5],[6]. Le nouvel hôtel de ville a été construit avenue du Général de Gaulle à 200 mètres de l'ancien[7].
- Emplacement d'une ancienne tuilerie datant de 1640[8], endommagée en 1944. Bien que remise en service en 1947 lors de la Reconstruction, elle fut définitivement fermée dans les années 1950. La Résidence de la Tuilerie s'élève aujourd'hui à cet endroit[9].

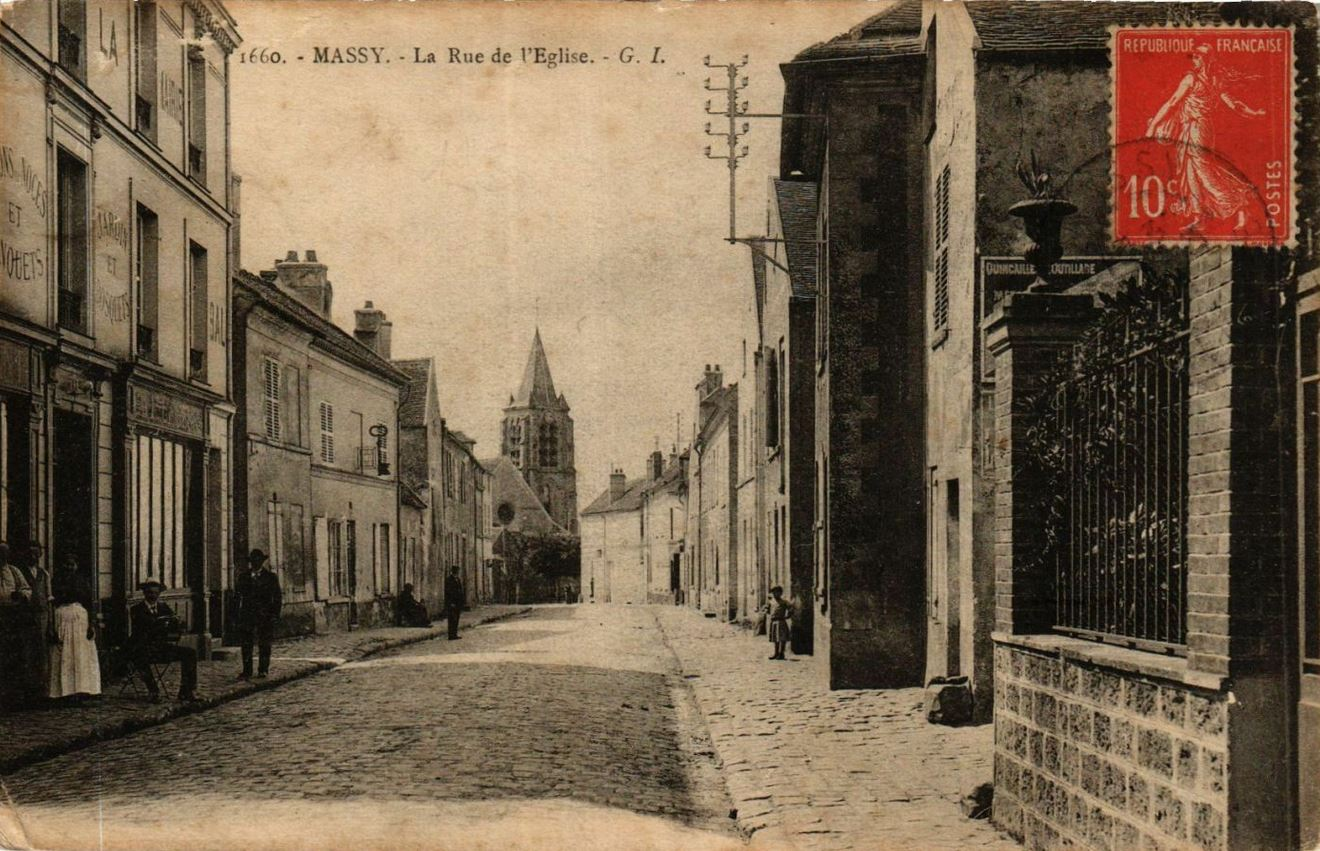
Massy, rue de l'Église, vers 1900.
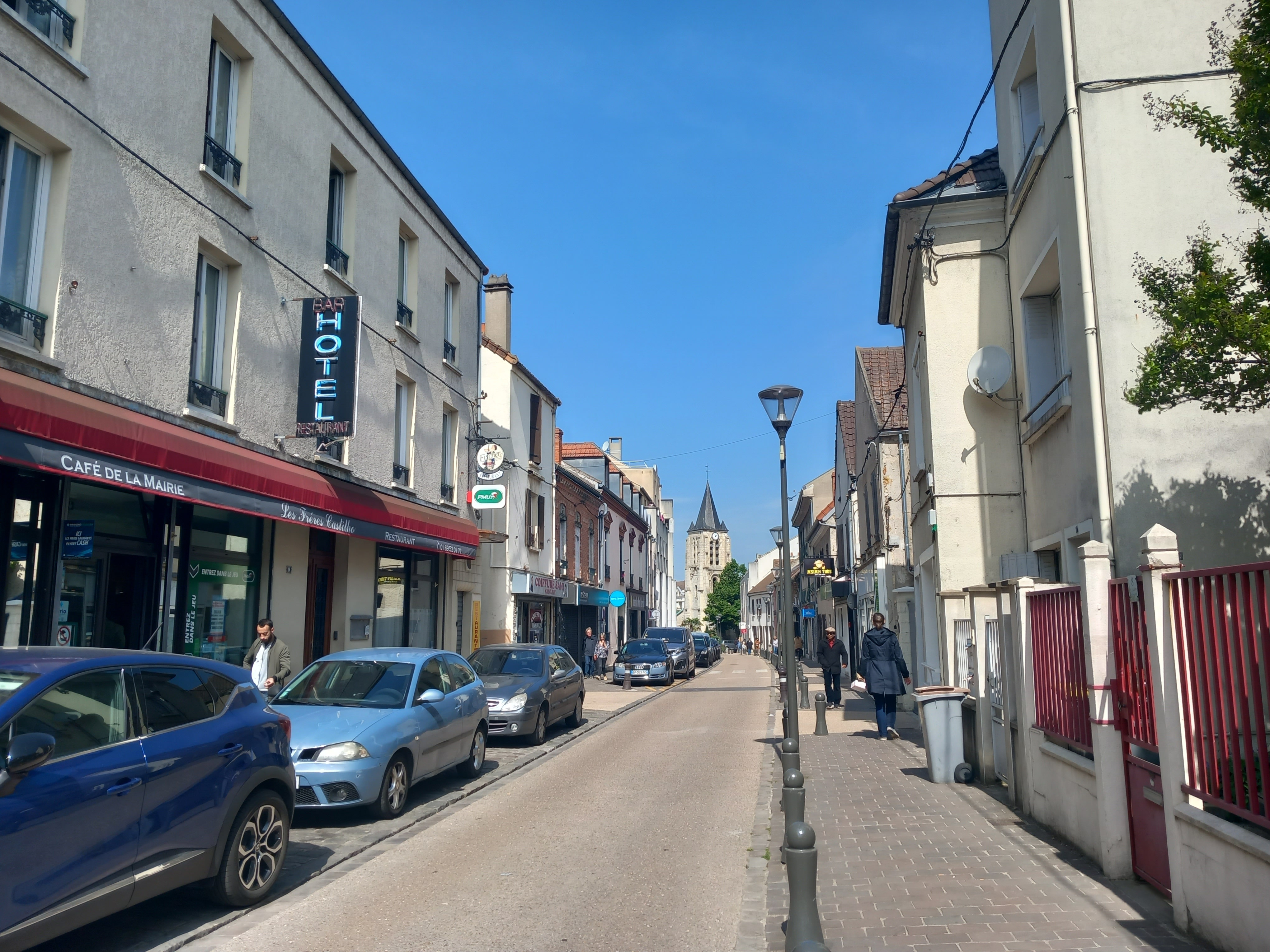
La rue de la Division-Leclerc en 2023.